# Chiesa di Santa Maria de s'Ispidale
La chiesa di Santa Maria de s'Ispidale è una chiesa campestre ubicata in territorio di Romana - centro abitato della Sardegna nord-orientale - da cui dista circa due chilometri. Consacrata al culto cattolico, fa parte della parrocchia della Madonna degli Angeli, diocesi di Alghero-Bosa.

La chiesa, edificata intorno al XV secolo, deve forse il suo nome al fatto di essere appartenuta all'Ordine ospedaliero di San Giovanni di Gerusalemme, detto di Malta